# Sekundærrute 453
Sekundærrute 453 er en vejrute der går øst om Midtjylland. Den starter fra motorvej E45 afkørsel 53 Skanderborg S over Voerladegård og Bryrup og slutter i Nørre Snede ved mødet med primærrute 13. Sekundærrute 453 har en længde på ca. 36 kilometer